# JORZ

## Биография
JORZ Родился 8 июня 2007 года в Россия, Алтайский край город Бийск, в 2017 году начал свою карьеру на YouTube, но делал большие паузы, в 2024 году начал свою музыкальную карьеру, продолжает снимать видео и писать музыку, также занимается Графическим Дизайном, пробовал работать на фрилансе, что не принесло результатов, август 2025
Максим единственный ребёнок в семье.

### Ранние годы
В 2014 году начал обучение в школе МБОУ Гимназия №11 г. Бийск, в 2023 году окончил обучение.

## Личная жизнь
Максим не женат, на момент написания статьи август 2025. 

## Деятельность на YouTube
В 2017 году начал снимать свои видео на телефон, в 2019 году начал снимать видео с компьютера, делал большие паузы в творчестве, на данный момент снимает видео по сей день, август 2025.
Основной канал - JORZ

## Деятельность в Музыке
В 2024 году начал активно делать свою музыку, в стиле Hip-Hop Rap, Trap, делает музыку по сей день.

#### Стиль песен
Максим (JORZ) - записывает свои песни в стиле Hip-Hop Rap, Trap.

## Деятельность в Стриминге
В 2025 году начал редко стримить, по сей день стримов не было, август 2025.
1. ↑  Максим Пивоваров - Графический дизайн - Я не работаю графическим дизайнером, я люблю графический дизайн - jorz. freelance.ru (2 августа 2025). Дата обращения: 20 августа 2025.
2. ↑  JORZ. Официальная страница Максима (рус.). ВК.
3. ↑  JORZ. YouTube. Дата обращения: 20 августа 2025.
4. ↑  JORZ. Twitch.